# Герб Брюсселя
Герб Брюсселя — офіційний геральдичний символ столиці Бельгії Брюсселя.

## Опис та символізм
Герб Брюсселя є геральдичним щитом традиційної французької форми, основне поле якого забарвлено червоним кольором. В центрі щита розташовано зображення архангела Михаїла зі списом та щитом в руках, виконане золотим кольором.
Особливостями цього зображення є відсутність плаща, невкрита голова архангела та круглий щит з георгіївським хрестом у його руках.
Списом, верхівка якого виконана у вигляді хреста, Архангел уражає крилатого диявола, зображеного чорним кольором.
Вперше фігура Михаїла з'явилась у Брюсселі у XIII столітті, вона була присутньою на вірчих печатках міста. На брюссельському ж гербі подібне зображення присутнє з XVI століття.
В сучасній своїй інтерпретації герб Брюсселя було затверджено 1844 року. У деяких випадках герб міста зображується прикрашеним золотим королівським вінцем з червоним та зеленим коштовним камінням.

## Історія

Герб Брюсселя у складі Наполеонівської Франції